# Майоріан
Флавій Юлій Валерій Майоріан, коротко Майоріан (лат. Flavius Iulius Valerius Maiorianus, * листопад 420 Луканія — † 7 серпня 461) — імператор Західної Римської імперії у 457—461 роках.
Майоріан став імператором після того, як він і його друг Ріцимер скинули Авіта в 457 році. Він був останнім імператором, який здатен був проводити політику задля відновлення Західної Римської імперії. Його наступники до самого падіння Імперії або були маріонетками в руках варварських генералів, або їх вибирала і контролювала Візантійська імперія.
За перші три роки правління провів успішну військову кампанію проти ворогів Імперії в Італії, Далмації, і в північній Галлії. Після перемоги над варварами в Італії, Майоріан почав кампанію проти Вестготського королівства в південній Галлії. Перемігши короля Теодора II в битві при Аррелі, Майоріан змусив готів відмовитися від своїх володінь в Септіманії і Іспанії. Потім він напав на Бургундське королівство, вигнавши їх з долини Рони.
Майоріан був останнім імператором, який робив конкретні зусилля для відновлення Західної Римської імперії. Володів Італією, Далмацією, і деякими територіями в північній Галлії. Майоріан запекло воював протягом трьох років проти ворогів Імперії.
У 460 році Майоріан покинув Галлію, щоб консолідувати свою владу в Іспанії. Його генерали почали кампанію проти Свевського королівства на північному заході Іспанії. Також Майоріан планував знову приєднати Африку до Імперії, але його флот було знищено зрадниками.
Майоріан намагався повернути провінції і за допомогою законів зберегти стародавні пам'ятники Риму. Також він проводив рефоми по зміні системи імперської адміністрації. Це б зробило його більш ефективним і справедливим.
Через свої реформи Майоріан не завоював популярності у сенатської аристократії і був убитий своїм напарником Ріцимером в 461 році
За словами історика Едуарда Гіббона, Майоріан «представляє довгоочікуване відкриття великого і героїчного характеру, такі як іноді виникають, в виродженим віці, щоб виправдати честь людського роду».

## Біографія

### Ранні роки
Майоріан походив із римської сім'ї в Галлії. Рік його народження невідомий, але, виходячи з того, що в 458 році Сидоній Аполлінарій називає Майоріана «iuvenis» («молодий»), робиться припущення, що він міг народитися до 420 року.
Ім'я його матері не збереглося, але відомо, що вона була дочкою магістра Майоріана, який був magister utriusquae militiae в 379 році і командував військами на іллірійському кордоні при імператорі Феодосії I і успішно вів війну з племенами Трансданувії (область в сучасній Угорщині).
Його батько, чиє ім'я також невідоме, був державним чиновником в Галлії і завідував фінансами, можливо, займав пост нумерарія (в Пізній Імперії, чиновник зайнятий рахівництвом і збором податків) при Флавії Аеції і залишався на цій посаді, незважаючи на неодноразові пропозиції обійняти посаду при імператорському дворі. Він був другом і вірним послідовником знаменитого полководця Аеція і володів хорошою репутацією.

### Кар'єра

#### Військова служба
Майоріан довгий час служив в армії, під керівництвом Флавія Аеція і швидко набув військову славу.
Він брав участь у багатьох битвах в Галлії: на Рейні (лат. Rhenus), арар (лат. Arar), Роданом (лат. Rhodanus), Мозе (лат. Mosa), Матрони (лат. Matrona, Materna), секванов (лат. Sequana), Леду (лат. Ledus), Клітісе (лат. Clitis), Еларісе (лат. Elaris), атаксія (лат. Atax), Вахалісе (лат. Vachalis), Лігер (лат. Liger).
Брав участь в обороні міста Цезародунума (лат. Turones, Caesarodunum Turonum, Augusta Turonum) від нападу варварів.
Пізніше Майоріан воював за «землю атребати» (лат. «Atrebatum terras»), яку захопили західні франки, на чолі з королем Клодієм. В місці під назвою Vicus Helena (сучасне місцезнаходження невідоме) варвари, що відзначали весілля одного зі своїх вождів, були захоплені зненацька і вщент розбиті. Ця подія датується, імовірно, 447 або 448 роками (приблизно в цей час помер Клодий).
Майоріан служив разом з Ріцимером під керівництвом Аеція.
У 454 році він залишає військову службу і віддаляється у свій сільський маєток. Можливо, Аецій відправив його у відставку через свою дружину Пелагію, яка, згідно з Сідонієм Аполлінарієм, налаштовувала свого чоловіка проти Майоріана, щоб забезпечити благополуччя свого сина Гауденція.

#### Прихід до влади
Авіт помер в 456 році і західний трон залишився без правителя. В цей час до влади у Візантійській імперії прийшов новий імператор Лев I Макелла. Він назначив Майоріана магістром militum, а Ріцимера патрицієм і магістром militum.
Загін з 900 варварів напав на Італію. Вони проникли на італійську територію аж до озера Маджоре. Там вони були перехоплені і розбиті військами Майоріана.
Після цієї перемоги магістр militum Майоріан був проголошений імператором 1 квітня 457 року неподалік від міста Равенни. Тоді вибір був фактично між двома магістрами militum — Майоріаном і Ріцимером. Останній мав варварське коріння, що знизило його шанси для сходження на престол. Хоча Ріцимер не став імператором, він все одно мав величезний вплив на Західну Римську імперію через дружні стосунки з Майоріаном, що почалися ще з їхньої служби у Аеціея.

У панегірику Майоріана, поет Сидоній Аполлінарій пише, що Майоріан спочатку відмовився від виборів:
Світ тремтів від тривоги, поки ви не бажали допомогти вам за всі перемоги, і тому, що ви занадто скромні. Ви заслужили трон і тому, що ви б не робили, щоб виключити це, ви вже були визнані вартим трону.
— Сидоний Аполлінарій, Carmina, V.9-12. Андерсон тр.

#### Смерть
Так само, як доля Авіта була відзначена зрадою Ріцимера і Майоріана. Так і доля самого Майоріана була вирішена розформуванням його армії, організована Ріцимером. Насправді, в той час як імператор був зайнятий Італією, варварський патрицій зібрав навколо себе аристократичну опозицію. Законодавство Майоріана показало, що він має намір реформувати імперію, навіть якщо це протистоїть інтересам впливових аристократів.
Провівши кампанію в Іспанії, Майоріан розпустив варварських найманців і в супроводі лише кількох охоронців, вирушив до Риму, де він мав намір проводити реформи. Ріцимер пішов назустріч Майоріану з військовим загоном. Магістр militum зустрів імператора біля Тортона. 3 серпня 461 року Майоріан вже був арештований і позбавлений влади.
Через п'ять днів, Майоріан був обезголовлений поблизу річки Ірія (7 серпня, 461): [48] Йому було близько сорока років, і правив він протягом чотирьох років. Прах Майоріана нині знаходиться в місті Тортона в церкві Святого Матвія, яку ще називають «мавзолей Майоріан».
Після смерті Майоріана, Ріцимер протягом трьох місяців вибирав імператора, яким він міг би маніпулювати. Врешті-решт він вибрав Лібія Севера. Сенатор не мав політичного хисту і обраний лише на догоду італійській сенатській аристократії. Новий імператор не був визнаний візантійським імператором Левом I.

## Правління

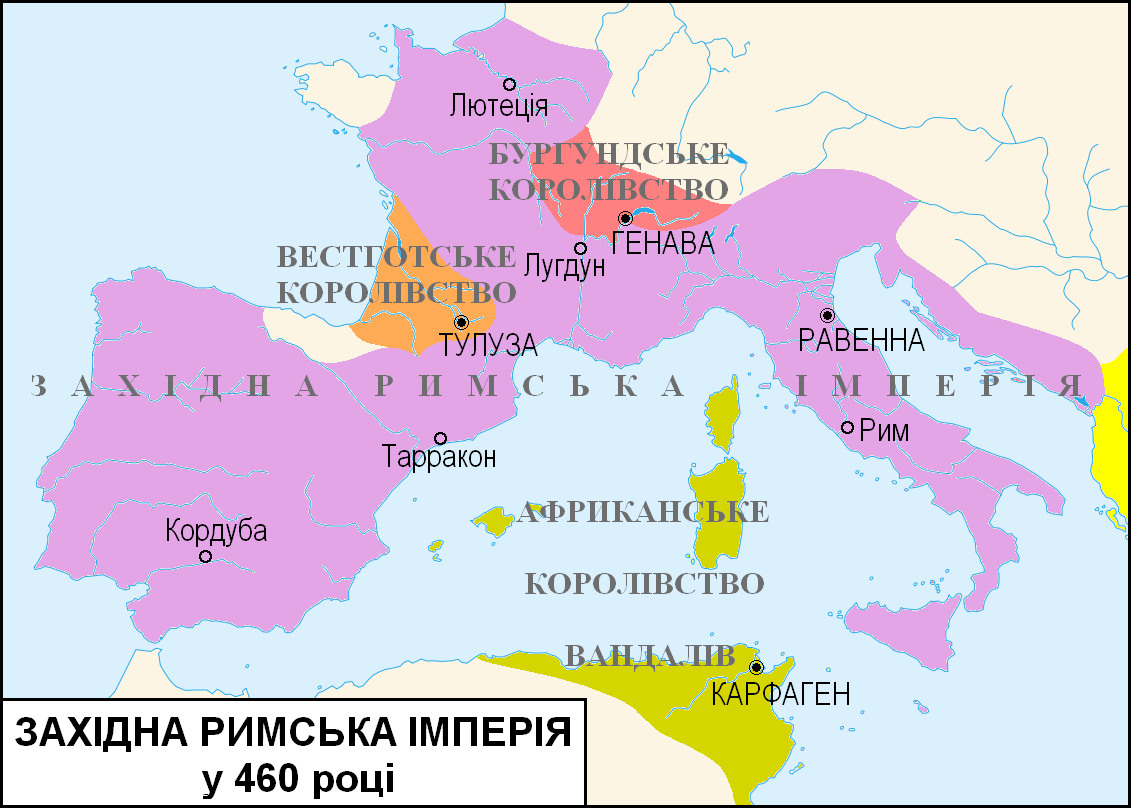

### Зовнішня політика

#### Оборона Італії
Зміцнення влади в Італії і Галлії — перша проблема, яку почав вирішувати імператор Майоріан оскільки ця область збунтувалася після обложення галло-римського імператора Авіта. Підкорення втрачених провінцій Іспанії і Африки Майоріану довелося залишити на потім.
Влітку 458 року загін варварів висадився в Кампанії і здійснив руйнування в регіоні. Майоріан особисто привів римську армію до перемоги над загарбниками біля Сінуесси. З ворожої сторони було багато жертв, включаючи їх командира.
Майоріан вирішив зміцнити оборону Імперії. По-перше, він видав закон, новелу Maioriani 8, відомий як De Reddito armorum-юре («Про повернення права на носіння зброї»), щодо особистого права на носіння зброї. Ймовірно, в цей час, було видано й інший закон De aurigis і ін seditiosis («Про колісниці і крамольні особи»), щоб придушити заворушення, які відбувалися під час гонок на колісницях. Обидва ці закони до нас не дійшли.

Потім він посилив армію великою кількістю варварських найманців, серед яких гепіди, остготи, руги, бургунди, гуни, свеви і скіфи. Відновив два флоти, оскільки вандали мали сильний флот: 
У той же час ви побудували для двох берегів флот для верхньої і нижньої частини моря. Спускається в воду, падаючи, весь ліс Апеннін
— Сідоній Аполлінарій, Carmina, V.441-442. Андерсон тр.

#### Повторне завоювання Галлії
Після зміцнення своїх позицій в Італії, Майоріан зосередився на підкоренні Галлії. Коли новина про смерть галло-римського імператора Авіта прибула до Галії, провінція відмовилася визнати владу Майоріана. Важливим джерелом цього є напис, знайдений на території сучасного Ліону. За римським звичаєм, написи звітували про імена і дати консулів на посаді. В тому році ними були Лев I і Майоріан, але на цьому написі, міститься тільки ім'я східного імператора, показуючи, що Майоріан не був визнаний як законний імператор.
В кінці 458, Майоріан вступив до Галії, з армією, посиленою варварськими підрозділами. Імператор особисто очолив армію, залишивши Ріцимера в Італії. Імператорська армія розгромила вестготів в битві при Арелі, змусивши вестготів відмовитися від Септиманії і піти на захід в Аквітанію. Римська перемога була остаточною: в рамках нового договору вестготам довелося відмовитися від своїх величезних завоювань в Іспанії.

### Внутрішня політика
Внутрішня політика Майоріана відома завдяки законам, які він видав, так звані новели Maioriani. Вони були включені в збірнику римського права під назвою Breviarium.
- Novella Maioriani 1, De ortu imperii domini Majoriani Augusti, «The Beginning of the Reign of Our Lord Majorian Augustus», opening speech of his reign, addressed to the Roman Senate (given in Ravenna, on January 11, 458);
- Novella Maioriani 2, De indulgentiis reliquorum, «On the Remission of Past-Due Accounts» (given in Ravenna, on March 11, 458, to Basilius, Praetorian prefect of Italy);
- Novella Maioriani 3, De defensoribus civitatum, «The Defenders of the Municipalities», on the office of defensor civitatum (given in Ravenna, on May 8, 458, also in the name of Leo I);
- Novella Maioriani 4, De aedificiis pubblicis, «Public Buildings», on the preservation of the monuments of Rome (given in Ravenna, on July 11, 458, to Aemilianus, praefectus urbi of Rome, also in the name of Leo I);
- Novella Maioriani 5, De bonis caducis sive proscriptorum, «On Abandoned Property and That of Proscribed Persons» (given in Ravenna, on September 4, 458, to Ennodius,comes privatae largitionis, also in the name of Leo I);
- Novella Maioriani 6, De sanctimonialibus vel viduis et de successionibus earum, «Holy Maidens, Widows, and Their Succession» (given in Ravenna, on October 26, 458, to Basilius, Praetorian prefect of Italy, also in the name of Leo I);
- Novella Maioriani 7, De curialibus et de agnatione vel distractione praediorum et de ceteris negotiis, «Decurions, Their Children and The Sale of Their Landed Estates» (given in Ravenna, on November 6, 458, to Basilius, Praetorian prefect of Italy, also in the name of Leo I);
- Novella Maioriani 8, De reddito iure armorum, «On the Return of the Right to Bear Arms», whose text is lost;
- Novella Maioriani 9, De adulteriis, «Adultery», confirming that the adulterers are to be put to death (given in Arelate, on April 17, 459, to Rogatianus, governor of Suburbicarian Tuscany, also in the name of Leo I);
- Novella Maioriani 10, about the right of the Roman senators and of the Church to keep the goods received in a will, whose text is lost;
- Novella Maioriani 11, De episcopali iudicio et ne quis invitus clericus ordinetur vel de ceteris negotiis, «Episcopal Courts; No Person Shall Be Ordained A Cleric Against His Will; Various Matters», (given in Arelate, on March 28, 460, to Ricimer, also in the name of Leo I);
- Novella Maioriani 12, De aurigis et seditiosis, «Charioteers and Seditious Persons», whose text is lost.